# Лютка зелёная
Лютка зелёная, или лютка большая, или лютка тёмно-зелёная, или меднолютка тёмно-зелёная (лат. Chalcolestes viridis) — вид стрекоз рода Chalcolestes из семейства Лютки (Lestidae).

## Описание
Брюшко длиной 30-39 мм, длина крыла 23-28 мм. На задней стороне головы жёлтых пятна отсутствуют. Тело у самцов и самок металлически-зелёного цвета, без голубого налёта. Грудь по бокам двухцветная, при этом металлически-зелёное пятно в верхней части груди образует у своего нижнего края длинный выдающийся «полуостров», наподобие шпоры. Птеростигма одноцветная, светло-рыжого цвета, ограниченная на своей нижней стороне чёрной жилкой. В покое стрекозы держат свои крылья распростёртыми.

## Ареал

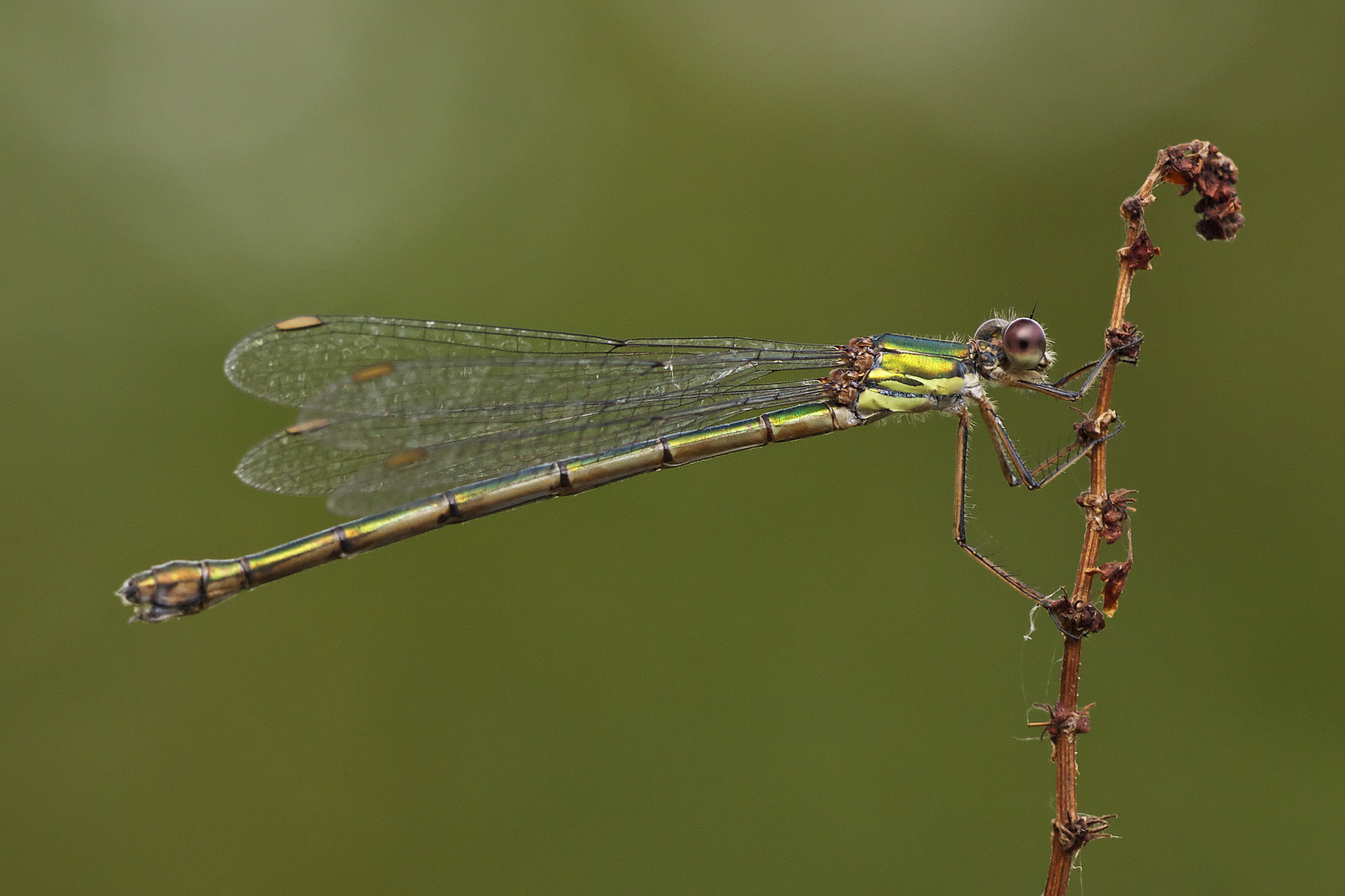
Самка

Встречается в южной и центральной Европе. В восточной части Средиземного моря его заменяет Chalcolestes parvidens. Также встречается на многих средиземноморских островах, включая Корсику, Сицилию, Майорку, Менорку и Ибицу, в Магрибе в Северной Африке, в Турции и на Ближнем Востоке. Однако многие старые записи для на востоке его ареала могут относиться на самом деле к Chalcolestes parvidens.
На Украине вид отмечен в Закарпатской низменности, где он является местами многочисленным видом. Зарегистрирован в дельте Дуная. Единственная особь была пойманная в XIX веке в верховьях реки Серет (приток Днестра). В 1970-80-е годы во Львове в одном пруду, до его осушения, существовала небольшая популяция этого вида. Личинки указаны для Днепра и его водохранилищ.

## Биология
Лёт имаго в мае-октябре. Предпочитает стоячие или слабопроточные водоемы разного типа, но обязательно пересыхающие и с развитой древесной растительностью по берегам. Самки откладывают яйца в древесину, преимущественно в ветви, свисающие над водой. Яйца откладываются в сопровождении самца, держащего самку за переднеспинку и придерживающего субстрат. 